# 阿爾松加市鎮
阿爾松加市鎮，曾是拉脫維亞的一個市鎮，設立於2009年，位於該國西部。人口1620人，面積190平方公里，人口密度約8.5人/km2。
2021年7月1日，阿爾松加市鎮并入庫爾迪加市鎮。

## 外部連結
- 庫爾迪加市鎮官方網站 （页面存档备份，存于） （拉脱维亚文） （英文）